# فینال جام باشگاه‌های آسیا ۸۶–۱۹۸۵
فینال جام باشگاه‌های آسیا ۸۶–۱۹۸۵ مسابقه فینال پنجمین دوره جام باشگاه‌های آسیا بود که در ۲۹ ژانویه ۱۹۸۶ برگزار شد. در این دیدار دوو رویالز با برتری ۳ بر ۱ برابر الاهلی به مقام قهرمانی دست یافت.

## مسابقه
| دوو رویالز | ۳–۱ | الاهلی |
| ---------- | --- | ------ |
|            |     |        |